# Alou Diarra
Alou Diarra (* 15. Juli 1981 in Villepinte, Département Seine-Saint-Denis) ist ein ehemaliger französischer Fußballspieler, der zuletzt beim französischen Erstligisten AS Nancy unter Vertrag stand. Seit August 2018 arbeitet er als Assistenztrainer im Nachwuchsbereich des RC Lens.

## Karriere

### Vereine
Nach der Spielzeit 1999/2000 beim französischen Zweitligisten CS Louhans-Cuiseaux wechselte Diarra nach Deutschland zum FC Bayern München. Für die Amateurmannschaft spielte er in seiner Premierensaison 28 Mal in der Regionalliga Süd und erzielte vier Tore. Bei der 2:4-Niederlage am 30. Juli 2000 (1. Spieltag) im Heimspiel gegen den VfR Mannheim wurde er in der 46. Minute für Andrew Sinkala eingewechselt und erzielte in der 73. Minute mit dem Treffer zum zwischenzeitlichen 1:2 auch sein erstes Tor.
Zur Saison 2001/02 in den Profi-Kader berufen, lediglich drei Freundschaftsspiele, jedoch kein Pflichtspiel  bestritten, absolvierte er noch 13 Punktspiele für die zweite Mannschaft, für die er einzig am 7. April 2002 (28. Spieltag) beim 9:0-Sieg im Heimspiel gegen Borussia Fulda ein Tor erzielte.
2002 verließ er die Bayern und unterzeichnete einen Vertrag beim FC Liverpool. Mit seinen Fähigkeiten konnte er allerdings seinen Landsmann und Trainer Gérard Houllier nicht überzeugen und kam infolgedessen zu keinem Pflichtspiel für die Reds. Über Leihgeschäfte wurde ihm Spielpraxis bei Le Havre AC, SC Bastia und RC Lens ermöglicht; ab der zweiten Spielzeit für RC Lens, in der Saison 2005/06, wurde Diarra Vertrags- und Stammspieler.
Zur Saison 2006/07 gab es ein Wiedersehen mit Houllier: Diarra wechselte für rund sieben Millionen Euro zum amtierenden französischen Meister Olympique Lyon und trug mit einem Tor in 15 Einsätzen zur Meisterschaft von OL bei. Zuletzt hatte Diarra sich mit Houllier überworfen, der jedoch zum Saisonende zurücktrat. Daraufhin zeigte Werder Bremen Interesse an einer Verpflichtung Diarras; der Wechsel kam jedoch nicht zustande, da Diarra im Juli 2007 für 7,7 Millionen Euro zum Ligakonkurrenten Girondins Bordeaux wechselte. 2008 noch Zweiter in der Meisterschaft gewann er mit der Mannschaft diese im Jahr 2009.
In der Saison 2011/12 spielte er für den Erstligisten und Zweiten der vergangenen Saison Olympique Marseille. Mit ihm gewann er am 27. Juli 2011 im marokkanischen Tanger auch den ersten Titel der Saison. Im Spiel um den Supercup besiegte seine Mannschaft den OSC Lille in der regulären Spielzeit spektakulär mit 5:4.
Zur Saison 2012/13 wechselte er in die Premier League zu West Ham United. Er unterschrieb bei den „Hammers“ einen bis zum 30. Juni 2015 gültigen Vertrag. Sein Debüt gab er am 25. August 2012 (2. Spieltag) bei der 0:3-Niederlage im Auswärtsspiel gegen Swansea City mit Einwechslung für Momo Diamé in der 70. Minute.
Auf Leihbasis kehrte er bis Saisonende nach Frankreich zurück und bestritt vom 2. Februar bis 18. Mai 2013 zwölf Erstligaspiele für Stade Rennes. Nach Ablauf der Leihfrist bestritt er sein erstes Ligaspiel am 17. August 2013 (1. Spieltag) beim 2:0-Sieg im Heimspiel gegen Cardiff City. Nach Saisonende 2013/14 war Diarra zunächst ohne Verein. Im Februar 2015 wechselte er zum englischen Zweitligisten Charlton Athletic und bestritt bis Ende der Saison 2015/16 44 Punktspiele. Die Saison 2016/17 spielte er für den französischen Erstligisten AS Nancy und kam in 18 Punktspielen zum Einsatz, wobei ihm zwei Tore gelangen. Seit Ende der Saison ist er vereinslos.

### Nationalmannschaft
Am 9. Oktober 2004 absolvierte Diarra sein erstes Länderspiel für die A-Nationalmannschaft, die sich in Paris von der Auswahlmannschaft Irlands torlos trennte. Diarra wurde in diesem Länderspiel für Olivier Dacourt in der 63. Minute eingewechselt.
Seine Körpergröße und Durchsetzungskraft machen ihn zu einem ähnlichen Spielertypen wie Patrick Vieira. Für diesen wurde er bei seinen zwei Einsätzen bei der Weltmeisterschaft 2006 auch eingewechselt – beim Vorrundenspiel gegen Togo und in der 56. Minute des Finales gegen Italien.

### Trainer
Im August 2018 startete Diarra seine Laufbahn als Trainer beim RC Lens. Bis Juni 2019 arbeitete er als Assistenztrainer der U-19 und seit Juli 2019 als Assistent des B Kaders.

## Erfolge
Nationalmannschaft
- Vize-Weltmeister: 2006

Verein
- Französischer Meister: 2007, 2009
- Französischer Ligapokalsieger: 2009
- Französischer Supercupsieger: 2008, 2009, 2011